# Laurel (Nebraska)
Laurel es una ciudad ubicada en el condado de Cedar en el estado estadounidense de Nebraska. En el Censo de 2010 tenía una población de 964 habitantes y una densidad poblacional de 378,25 personas por km².

## Geografía
Laurel se encuentra ubicada en las coordenadas 42°25′42″N 97°5′42″O / 42.42833, -97.09500. Según la Oficina del Censo de los Estados Unidos, Laurel tiene una superficie total de 2.55 km², de la cual 2.55 km² corresponden a tierra firme y (0%) 0 km² es agua.

## Demografía
Según el censo de 2010, había 964 personas residiendo en Laurel. La densidad de población era de 378,25 hab./km². De los 964 habitantes, Laurel estaba compuesto por el 96.78% blancos, el 0.21% eran afroamericanos, el 0.21% eran amerindios, el 0.31% eran asiáticos, el 0% eran isleños del Pacífico, el 1.24% eran de otras razas y el 1.24% pertenecían a dos o más razas. Del total de la población el 2.39% eran hispanos o latinos de cualquier raza.